# 野上弥生子文学記念館
野上弥生子文学記念館（のがみやえこぶんがくきねんかん、英語: Nogami Yaeko Literature Museum）は、大分県臼杵市浜町にある作家野上弥生子の記念館。1986年に開館した。

## 概要
野上弥生子の生家（小手川酒造）の一部を改修し、1986年（昭和61年）に開館。夏目漱石からの書簡をはじめ、弥生子の幼少の頃から亡くなるまでの遺品約200点を展示。少女時代の勉強部屋も見学できる。
小手川酒造の蔵元が隣接しており、そちらも年中無休で見学できる。

## 利用案内
- 所在地：〒875-0041　大分県臼杵市浜町538[3]
- 開館時間：9:30 - 17:00[3]
- 休館日：年中無休[3]
- 入館料：大人（高校生以上）310円、小人（小中学生）150円[3]

## アクセス
- 東九州自動車道「臼杵IC」から車で10分[4]
- JR日豊本線「臼杵駅」から徒歩で15分[4]